# Ekaterina Rogovaya
Yekaterina Rogovaya –em russo, Екатерина Роговая– (7 de outubro de 1995) é uma desportista russa que compete no ciclismo na modalidade de pista.
Ganhou duas medalhas de ouro no Campeonato Europeu de Ciclismo em Pista, nos anos 2019 e 2020, ambas na prova de velocidade por equipas.

## Medalheiro internacional
| Campeonato Europeu | Campeonato Europeu         | Campeonato Europeu | Campeonato Europeu     |
| Ano                | Lugar                      | Medalha            | Competição             |
| ------------------ | -------------------------- | ------------------ | ---------------------- |
| 2019               | Apeldoorn ( Países Baixos) | Medalha de ouro    | Velocidade por equipas |
| 2020               | Plovdiv ( Bulgária)        | Medalha de ouro    | Velocidade por equipas |

1. 1 2  Competiu na rodada de classificação.